# Zakrajc Turkovski
Zakrajc Turkovski est une localité de Croatie située dans la municipalité de Delnice, comitat de Primorje-Gorski Kotar. Au recensement de 2001, elle comptait 2 habitants.

## Démographie
| 1948 | 1953 | 1961 | 1971 | 1981 | 1991 | 2001 |
| ---- | ---- | ---- | ---- | ---- | ---- | ---- |
| 99   | 81   | 53   | 36   | 17   | 6    | 2    |